# Teufelsberg
Teufelsberg («la montaña del diablo» en alemán) es una escombrera situada al oeste de Berlín a 120,1 metros por encima del nivel del mar de acuerdo con las mediciones realizadas en el año 2013. Es la segunda elevación más alta del término municipal después de la cordillera conocida como Arkenberge. La colina, con vistas a la reserva natural Grunewald y el río Havel, se encuentra en la avenida Taufelssee del barrio de Grunewald (distrito de Charlottenburg-Wilmersdorf), entre las estaciones de suburbano Grunewald y Heerstraße.  Recibe su nombre por el lago Teufelssee, que se encuentra en las cercanías. En el monte se encuentran las impresionantes edificaciones de la estación de control del tráfico aéreo y de escucha de las Fuerzas Armadas de los EE. UU. Tras la retirada del ejército, la construcción se usó como estación de radar para el control del tráfico aéreo desde 1991 hasta 1999.  Desde entonces, se encuentra vacía.

## Historia

### La formación de la montaña
El lugar donde hoy se encuentra el Teufelsberg fue en la década de los 40 la obra en bruto de la Facultad de Tecnología de Defensa que se iba a construir en el marco del proyecto nacionalsocialista de Germania, la capital mundial. Poco después de la Segunda Guerra Mundial, se derribó parcialmente y se utilizó como material de construcción. Los restos del edificio se llenaron de escombros en 1950. Otros vertederos, como el Insulaner, alcanzaron su capacidad máxima y no se podían seguir utilizando. Durante 22 años, hasta 800 camiones descargaron diariamente hasta 7000 metros cúbicos de escombros, y el 14 de noviembre de 1957 se alcanzaron los diez millones. Hasta 1972 se vertieron aquí un total de 26 millones de metros cúbicos de escombros, lo que corresponde aproximadamente a un tercio de los escombros de las casas bombardeadas de Berlín y alrededor de 15 000 edificios. Además, llegó una pequeña parte de residuos industriales y escombros procedentes de Messedamm. El Teufelsberg, creado artificialmente, se convirtió en la elevación más alta en la que por aquel entonces era la parte occidental de Berlín.

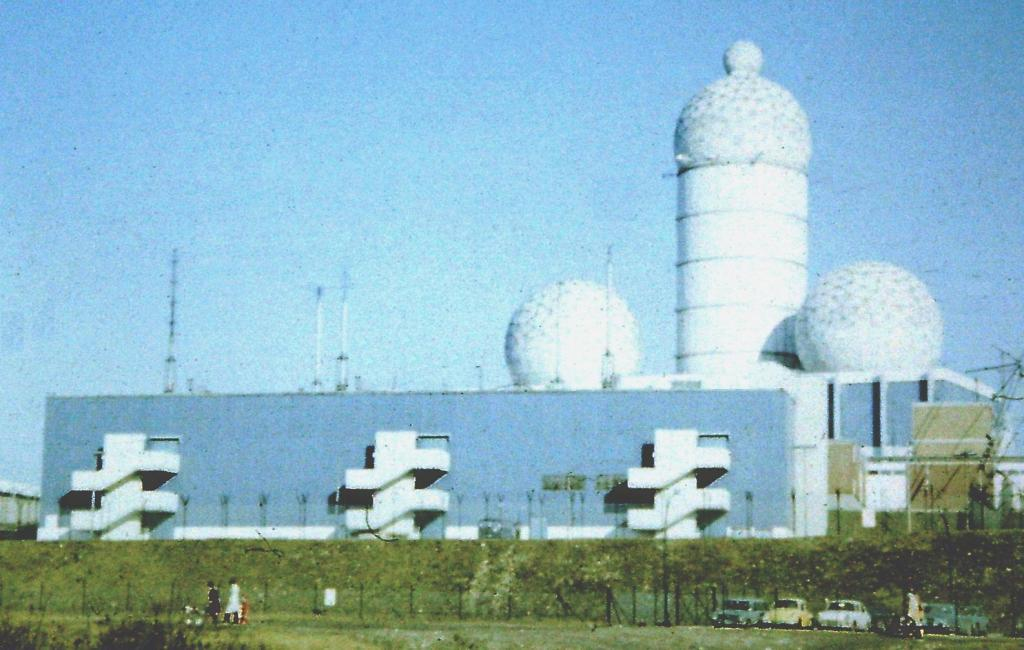
Vista de la estación de escucha, 1974

Después de que se acabara de depositar escombros en 1972, se dio forma al paisaje poniendo arena, tierra vegetal y plantando alrededor de un millón de árboles. El Senado también construyó instalaciones deportivas de invierno, como una pista de esquí, una pista para trineos, un trampolín de saltos de esquí y un telesquí. Con motivo del 750 aniversario de Berlín en 1987, el 28 de diciembre de 1986 se celebró en la pista de esquí un concurso de promoción de slalom paralelo con esquiadores conocidos. El ganador fue el austriaco Leonhard Stock, campeón mundial y campeón olímpico de 1980.

### En tiempos de la Guerra Fría

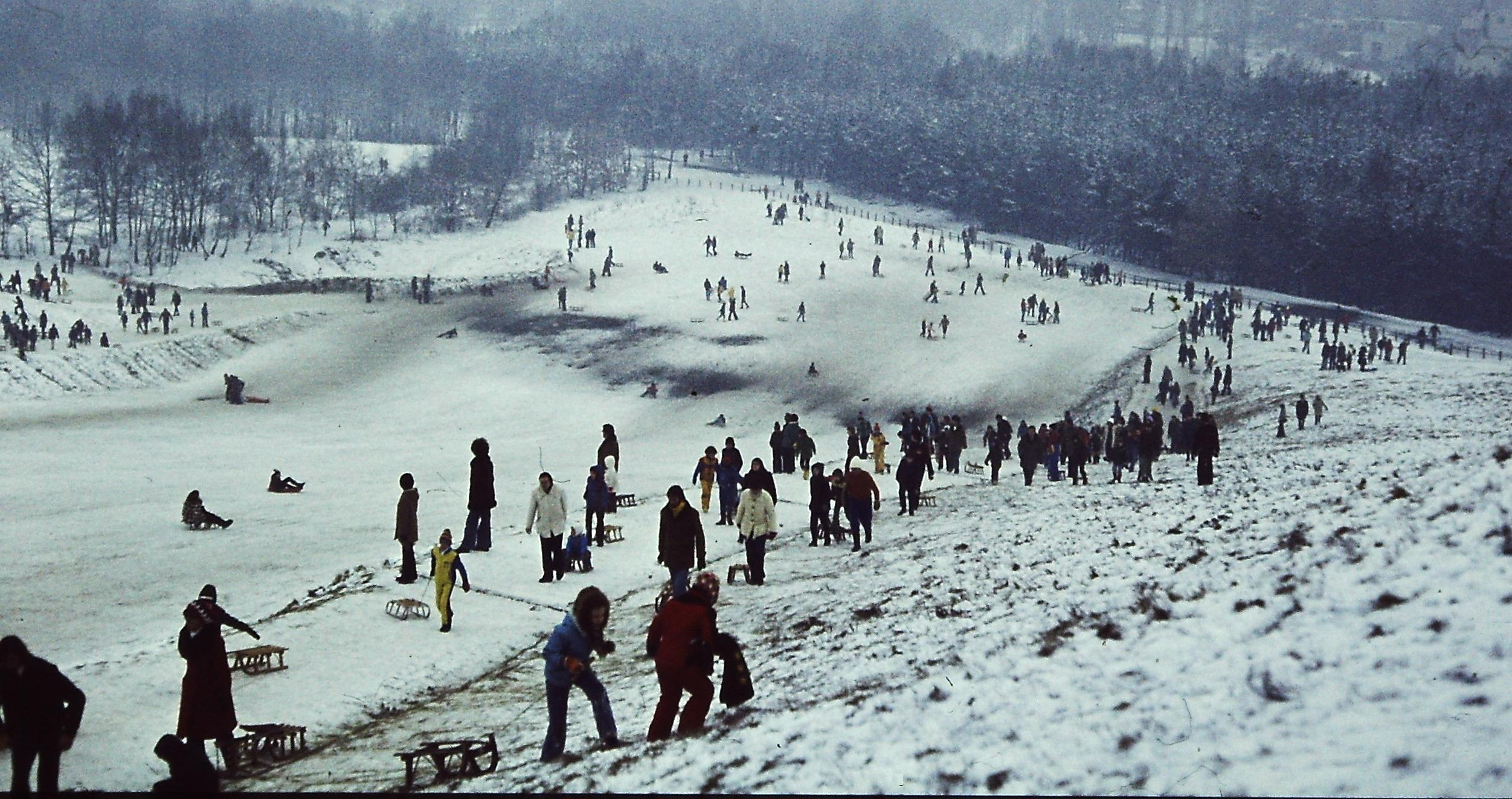
Trineo en el Teufelsberg, 1978

En los años 50, el Ejército de los Estados Unidos vio la montaña como un sitio perfecto para establecer una estación de escucha. La que empezó siendo una instalación móvil para la vigilancia del espacio aéreo, especialmente de los tres corredores aéreos entre Berlín y la República Federal, se reemplazó poco después por un edificio fijo. Surge así la Field Station de Teufelsberg en Berlín.  Además, con el tiempo se instalaron cinco cúpulas con antenas, las cuales realizaron las tareas de vigilancia durante la Guerra Fría hasta muy lejos en el territorio del Pacto de Varsovia. La construcción sobre la montaña estaba gestionada por aquel entonces por la Agencia de Seguridad Nacional (NSA) principalmente y formaba parte de la red de espionaje mundial  Echelon. A partir de 1957 los siguientes servicios de exploración y seguridad estadounidenses y británicos también usaron la edificación: 
- 1957:  280th ASA Company of the U.S. Army Security Agency
- 1961: 78th ASA Special Operations Unit, 1966 rebautizada con el nombre de 54th Special Operations Command
- 1967: USASA Field Station Berlin

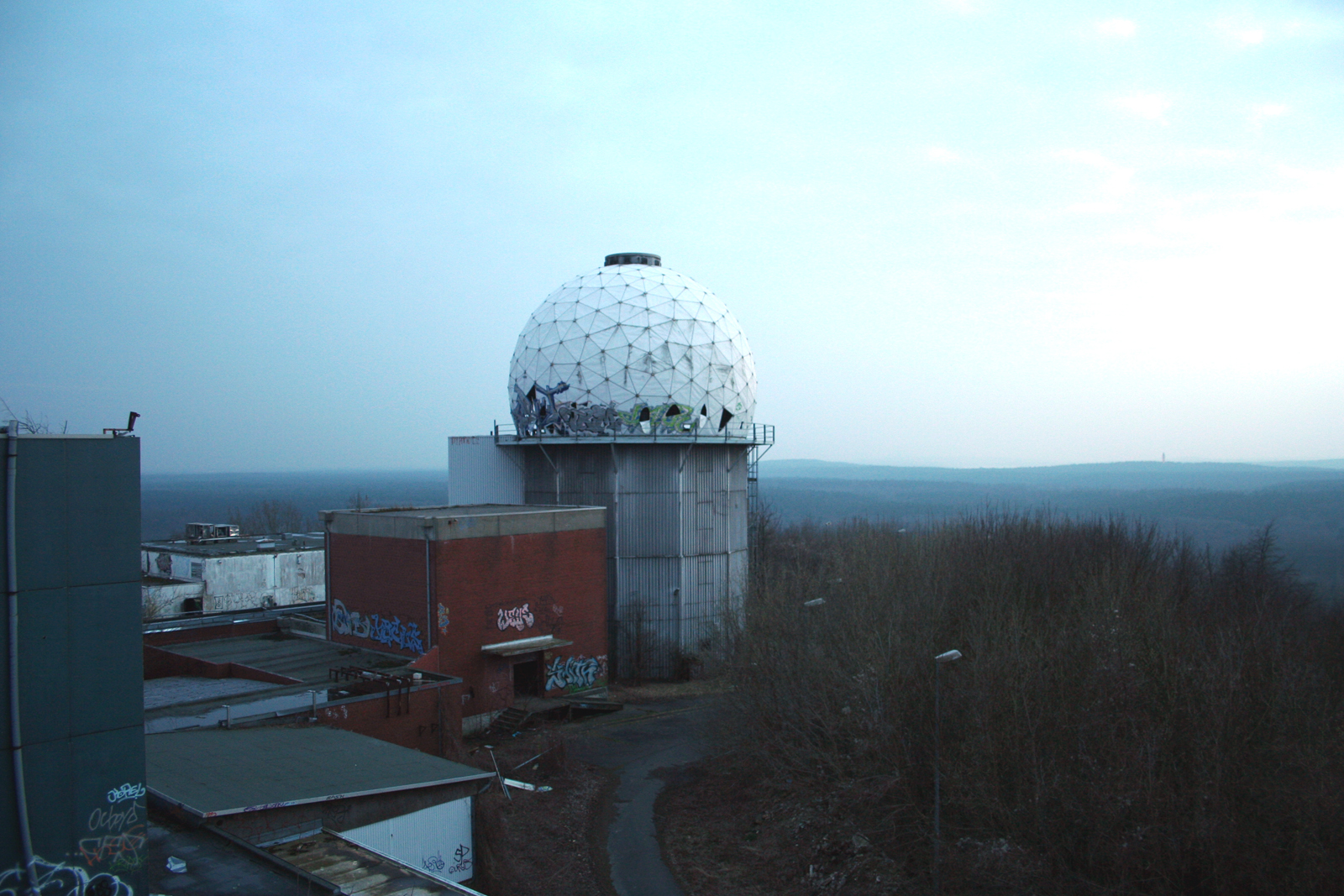
Search Tower, desde el techo de la US Radome Unit, 2009

- Search Tower, desde el techo de la US Radome Unit, 20091977: U.S. Army Intelligence and Security Command INSCOM)
- 6912 Electronic Security Group of the U.S. Air Force
- RAF No 26 Signal Unit
- RAF No 13 Signal Regiment

Una pequeña parte de la zona verde de la colina se libró del uso militar. En los años 70 y 80 se cultivaba uva en la ladera sur de Teufelsberg, de la cual se obtenía el vino Wilmersdorfer Teufelströpfchen. 

### Después de la reunificación

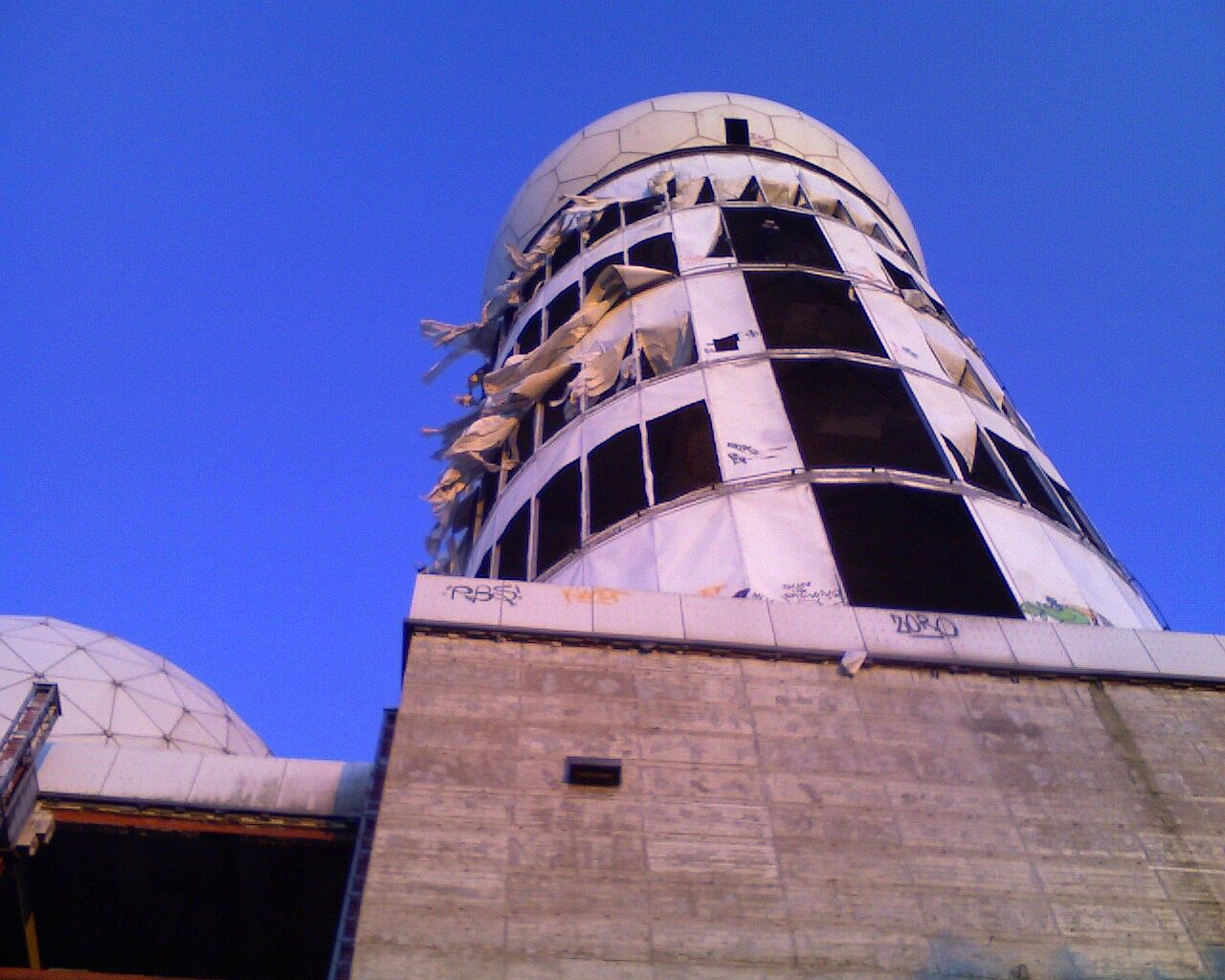
Decadencia de la construcción, 2009

Tras la reunificación de Alemania     se quitaron los equipos electrónicos del edificio, pues habían perdido su utilidad al acabar la Guerra Fría. En el año 1991 se retiraron los soldados estadounidenses y los británicos, dejando atrás los edificios, los cuales incluso se renovaron, y se instalaron nuevos dispositivos de radar, ya que podían utilizarse hasta 1999 para la vigilancia civil del tráfico aéreo.
El Senado de Berlín, propietario del área de 4,7 hectáreas de la estación, vendió la misma por 5,2 millones de marcos (alrededor de 4 millones de euros) a la comunidad de inversores de Colonia Teufelsberg KG (IGTB). En 1998, el estudio de arquitectura Von Gruhl & Partner llevó a cabo trabajos de planificación para la construcción de un hotel con un centro de congresos, un museo del espionaje, viviendas exclusivas y un restaurante.  El proyecto fracasó debido a la oposición masiva de los defensores del medio ambiente y los costes exorbitantes de construcción. Además, el inversor se declaró en bancarrota. Hasta el momento en el que se interrumpieron las obras, ya se habían construido algunos cimientos, la estructura de un sótano y un piso piloto tipo loft.  Las ruinas de la construcción se aseguraron con una valla y estuvieron custodiadas hasta principios de 2003. Por motivos de financiación, el Senado dejó la custodia, lo que provocó un vandalismo masivo.  Por lo tanto, desde 2005 hasta 2012, se le encomendaron las tareas de seguridad a una empresa. 

## Aprovechamiento actual y perspectivas del Teufelsberg
Muchos ciclistas de montaña y personas que van de paseo hacen uso de la colina. Desde los años 80 el camino que hay en la cima del Teufelsberg sirve a modo de pista para los patinadores de longboard.  Al noroeste de Teufelsberg se encuentra la colina conocida como Drachenberg, de 99 metros de altura, que sirve como zona de prácticas para ala delta y parapente cuando las condiciones del viento son apropiadas. 

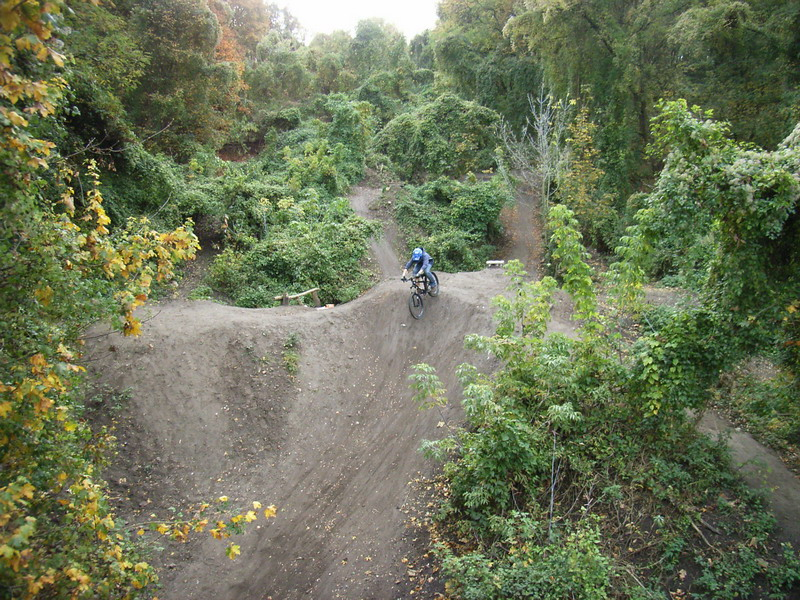
Cuesta de la ladera noroeste

La antigua pista de trineo está cerrada y parcialmente bloqueada, pero en invierno la montaña se usa para el trineo y el snowboard. Cada año tiene lugar en el recinto una carrera de Nochevieja. El Club Alpino Alemán tiene una roca de escalada en Teufelsberg.
Los paseantes usan el Teufelsberg como zona recreativa. Desde febrero de 2011, inicialmente por iniciativa de Andreas Jüttemann, historiador de la ciudad, se ofrecen visitas guiadas diarias por el recinto de la antigua estación de escucha del Teufelsberg, el cual sería inaccesible de otra manera. En 2011, esta fue la primera oportunidad para subir legalmente a la cumbre de la meseta desde la construcción de la Field Station.
Debido a que no se llevaron a cabo más proyectos de construcción hasta finales de 2004, el permiso de edificación caducó.  Desde abril de 2006, de acuerdo con el Plan General de Ordenación Urbana de Berlín, el área se ha reconocido como bosque y, por consiguiente, como terreno no edificable.
Algunos miembros del Centro de Protección de la Naturaleza Naturschutzzentrums Ökowerkfordern piden que se renaturalice el sitio.  Esto requiere su recompra por parte del estado federado de Berlín, una decisión que, en opinión de las autoridades involucradas, pueden tomar solo la administración financiera y la Liegenschaftsfonds, que es la sociedad encargada de administrar las propiedades inmobiliarias del Estado federado de Berlín.  La administración del Senado descarta una readquisición por las cargas hipotecarias de alrededor de 33 millones de euros de la zona. Además, existen esfuerzos políticos para declarar el sitio monumento nacional con el argumento de que forma parte del paisaje urbano. 
La Fundación Maharishi planeó comprar el terreno a finales de febrero de 2008, esperando que el distrito concediera el derecho de construcción para hacer una universidad védica de la paz, con un total de 24 000 metros cuadrados de superficie útil y una torre que llevaría el nombre de Turm der Unbesiegbarkeit (Torre de Invencibilidad) de doce pisos y 50 metros de altura, para un total de 1000 estudiantes. El director de cine David Lynch quería participar en la financiación del proyecto con su fundación, llamada David Lynch Foundation for Consciousness-Based Education and World Peace (Fundación David Lynch para la Educación basada en la Conciencia y la Paz Mundial, en inglés), y puso unos cimientos simbólicos. En diciembre de 2008, la Fundación Maharishi le dio la responsabilidad de la construcción de la universidad de la paz a la Cancillería Federal, argumentando que ellos simplemente proporcionarían el conocimiento.  La Cancillería Federal no pudo certificar la recepción de los escritos correspondientes. El asesor jurídico de la fundación, Reinhard Buchzik, declaró que no querían seguir el camino oficial porque era demasiado complicado. Sin embargo, afirmó que el Teufelsberg seguirá siendo un proyecto piloto para sus instalaciones en cada estado federado, con unos costes nacionales estimados de cinco mil millones de euros. Mientras tanto, hay un pleito entre el propietario y la fundación, en el que esta última cuestiona el contrato de compra. 
Las asociaciones de veteranos The U.S. Field Station Berlin Veterans Group (USA) y la Verein West-Alliierte in Berlin (el Grupo de Veteranos de la Estación de Investigación de los EE. UU. en Berlín y la Asociación de los Aliados Occidentales de Berlín) exigen la reasignación de la zona militar:  Quieren un monumento que conmemore el apoyo de los aliados occidentales y han solicitado en el Congreso de Berlín el mantenimiento de la instalación.
En septiembre de 2013, los veteranos del Teufelsberg del ejército de los Estados Unidos celebraron el 50 aniversario (1963 - 2013) de la construcción de los edificios fijos para la Field Station de Berlín en el Teufelsberg con una edición especial de sellos postales de la Cenicienta y con la inauguración de una placa conmemorativa. El diseñador es T.H.R. Hill, el galardonado autor de dos novelas sobre la Field Station de Berlín.
Una nueva medición realizada por la Facultad de Geodesia y Geoinformación de la Universidad Técnica de Berlín mostró que la montaña tenía una altura de 120,1 metros por encima del nivel del mar, mientras que anteriormente se consideraba que era de 114,7.  La Oficina Topográfica de Charlottenburg-Wilmersdorf confirmó este resultado. El motivo de dicho aumento de altura es que, en 1998, se había acumulado una colina como parte del proyecto de construcción fallido de apartamentos tipo loft. La cruz que originalmente se situaba en la cumbre, a la parte oeste de la estación radar estadounidense, se reubicó 150 metros hacia el este cuando se volvieron a realizar mediciones. Fue la elevación más alta en el término municipal de Berlín hasta enero de 2015, cuando le arrebararon ese puesto las montañas de Arkenberge de la localidad berlinesa llamada Blankenfelde situada en Pankow, el tercer distrito administrativo de Berlín.  
El 24 de noviembre de 2013 se fundó la asociación Initiative Verein Kultur-DENK-MAL Berliner Teufelsberg g. e. V. como una plataforma para personas honoríficas comprometidas con el arte, la cultura, la naturaleza y la historia en el Teufelsberg. La asociación estuvo representada en la mesa redonda sobre el Teufelsberg y trabajó junto a las diferentes partes interesadas.  Los miembros de la asociación se comprometen a garantizar que el Teufelsberg en su totalidad se declare monumento nacional y quieren convertirlo en una plataforma de intercambio moderna e interregional y en una fábrica de ideas para la cultura, el arte, la historia, la tecnología, la naturaleza y los nuevos modelos económicos. 
Los miembros de la asociación expusieron el tema «Después de la mesa redonda, ¿cómo continuar en el Teufelsberg?» el 26 de noviembre de 2014 en la Cámara de Diputados de Berlín en la Comisión de Desarrollo Urbano y Medio Ambiente.
En el exterior de las dependencias abandonadas se comenzó a pintar murales y otras obras de arte urbano con el objetivo de convertir las afueras del lugar en una gran galería de arte al aire libre.

## El Teufelsberg en película
- En 1979 se rodaron en el Teufelsberg las escenas de ala delta de la película Aufwind de Rudolf Steiner, en las que un deportista de ala delta se estrella y tras quedar parapléjico empieza una nueva vida. Desde entonces, el Teufelsberg se ha utilizado regularmente como un escenario espectacular para todo tipo de películas.
- El director Tomas Nennstiel rodó aquí la comedia de crimen titulada Entführ’ mich Liebling.
- También se rodó en 2007 la película de Sebastian Bieniek Die Spieler. Tiene lugar exclusivamente en el Teufelsberg y en sus edificios, y el mismo año estuvo nominada para el cáliz de oro del Festival Internacional de Cine de Shanghái, el premio más prestigioso del festival.
- En el thriller psicológico de Sebastian Fitzek estrenado en 2008 con el nombre de Der Seelenbrecher también aparece el Teufelsberg, ya que allí hay una clínica privada ficticia en la que tiene lugar la mayor parte de la trama.
- En su película documental de 2010 llamada David wants to fly, el director David Sieveking también acompañó las actividades de la Fundación Maharishi en el Teufelsberg, la colocación al anochecer de la primera piedra de una universidad que se planeaba hacer allí. El arco de la investigación cinematográfica se cierra desilusionado, y casi parabólico, con imágenes de la ruina militar.
- El final de la película de suspense de vampiros Somos la noche (del alemán Wir sind die Nacht) se rodó en el Teufelsberg en 2010.
- Aquí se grabó el escenario de la instalación cinematográfica llamada Manifesto, dirigida en 2015 por Julian Rosefeldt, en la que Cate Blanchett interpreta a una vagabunda que vive en una de las cúpulas con antena y desde el techo declama el manifiesto de la Internacional Situacionista.
- En 2017, en la emisión en tres partes de la producción del canal de televisión alemán ZDF Der gleiche Himmel, la construcción y sus medidas de escucha desempeñaron un papel fundamental.
- Algunas escenas del quinto episodio de You are Wanted se rodaron en la estación en 2017.
- En el noveno episodio de la primera temporada de Berlin Station hay escenas clave que tienen lugar en la instalación de radar.
- En la obra de Hito Steyerl, Factory of the Sun, que se exhibió en el pabellón alemán en la Bienal de Venecia de 2015, las ruinas de la estación de escucha de Teufelsberg tienen un papel central.